# 뉴청쩌
니우쳥즈어(鈕承澤, 1966년 6월 22일 ~ )는 타이완의 배우 및 영화 감독이다.

## 출연 작품
- 군중낙원 (2014)
- 러브 (2012)
- 화려한 도전 (2011)
- 맹갑 (2010)
- 흑금제국 (1999)
- 천마다방 (1999)
- 흑금 (1997)
- 비천 (1996)
- 판관 포청천 1993 (1993)
- 소필적고사 (1983)
- 펑꾸이에서 온 소년 (1983)